# Eto Soldani
Eto Soldani (Uliveto Terme, 9 aprile 1922 – 3 luglio 2015) è stato un calciatore italiano, di ruolo terzino.

## Carriera
Crebbe calcisticamente nei dilettanti dell'Uliveto e nel Pisa, esordendo in prima squadra nel 1939, in Serie B. Nel 1942 venne acquistato dal Livorno, approdando così in Serie A ed esordendo in massima serie il 14 marzo 1943 nella vittoria in trasferta a Roma contro la Lazio per 1-0. Dopo l'interruzione per causa bellica militò ancora nelle file labroniche fino al 1948, quando passò al Napoli: rimase in maglia azzurra per tre stagioni, piazzandosi nel campionato 1949-1950 al 1º posto in Serie B, guadagnando così la promozione in Serie A e nella stagione successiva, quella del 1950-1951 arrivando al 6º posto in Serie A.
Chiuse la carriera nelle serie minori, con Siena e San Frediano; in quest'ultimo caso è stato anche allenatore della squadra. Ha guidato poi l'Uliveto, sempre tra i dilettanti toscani, prima di interrompere l'attività per contrasti con la dirigenza.
In Serie A collezionò complessivamente 111 presenze ed una rete.

## Palmarès

### Club

#### Competizioni nazionali
- Serie B: 1

Napoli: 1949-1950